# GP Industria & Artigianato di Larciano 2019
GP Industria & Artigianato di Larciano 2019 var den 42. udgave af cykelløbet GP Industria & Artigianato di Larciano. Løbet var en del af UCI Europe Tour-kalenderen og blev arrangeret 10. marts 2019. Løbet blev vundet af tyske Maximilian Schachmann fra Bora-Hansgrohe.

## Hold og ryttere
| UCI WorldTeams (7)- Mitchelton-Scott - Katusha-Alpecin - EF Education First - Movistar Team - Groupama-FDJ - Bora-hansgrohe - UAE Team Emirates UCI Professionelle kontinentalthold (11)- Androni Giocattoli-Sidermec - Neri Sottoli-Selle Italia-KTM - Nippo Vini Fantini Faizanè - Bardiani CSF - Gazprom-RusVelo - Caja Rural-Seguros RGA - Team Novo Nordisk - Delko-Marseille Provence - Israel Cycling Academy - Arkéa-Samsic - Riwal Readynez UCI Kontinentalhold (6)- Biesse Carrera Gavardo - Giotti Victoria-Palomar - Team Colpack - Petroli Firenze-Maserati-Hopplà - Dimension Data for Qhubeka - Sangemini-Trevigiani-MG.Kvis Landshold- Italien |
| |

### Danske ryttere
- Andreas Kron kørte for Riwal Readynez Cycling Team
- Emil Vinjebo kørte for Riwal Readynez Cycling Team
- Rasmus Quaade kørte for Riwal Readynez Cycling Team

## Resultater
| \| Samlede stilling \| Samlede stilling \| Samlede stilling \| Samlede stilling \| Samlede stilling \| \| Rytter \| Rytter \| Hold \| Tid \| \| \| ---------------- \| --------------------- \| ------------------------------------ \| ---------------- \| ---------------- \| \| 1. \| Maximilian Schachmann \| Bora-Hansgrohe \| 4t 40' 01" \| \| \| 2. \| Mattia Cattaneo \| Androni Giocattoli-Sidermec \| + 0" \| \| \| 3. \| Andrea Vendrame \| Androni Giocattoli-Sidermec \| + 14" \| \| \| 4. \| Paolo Totò \| U.C. Trevigiani Energiapura Marchiol \| + 14" \| \| \| 5. \| Davide Villella \| Astana \| + 14" \| \| \| 6. \| Giovanni Visconti \| Neri Sottoli-Selle Italia-KTM \| + 14" \| \| \| 7. \| Jevgenij Sjalunov \| Gazprom-RusVelo \| + 14" \| \| \| 8. \| Matteo Montaguti \| Androni Giocattoli-Sidermec \| + 14" \| \| \| 9. \| Eduard Prades \| Movistar Team \| + 14" \| \| \| 10. \| Lucas Eriksson \| Riwal Readynez \| + 14" \| \| |                       |                                      |            |
| |                       |                                      |            |
| Kilde: ProCyclingStats |                       |                                      |            |
| Samlede stilling |                       |                                      |            |
| Rytter | Rytter                | Hold                                 | Tid        |
| 1. | Maximilian Schachmann | Bora-Hansgrohe                       | 4t 40' 01" |
| 2. | Mattia Cattaneo       | Androni Giocattoli-Sidermec          | + 0"       |
| 3. | Andrea Vendrame       | Androni Giocattoli-Sidermec          | + 14"      |
| 4. | Paolo Totò            | U.C. Trevigiani Energiapura Marchiol | + 14"      |
| 5. | Davide Villella       | Astana                               | + 14"      |
| 6. | Giovanni Visconti     | Neri Sottoli-Selle Italia-KTM        | + 14"      |
| 7. | Jevgenij Sjalunov     | Gazprom-RusVelo                      | + 14"      |
| 8. | Matteo Montaguti      | Androni Giocattoli-Sidermec          | + 14"      |
| 9. | Eduard Prades         | Movistar Team                        | + 14"      |
| 10. | Lucas Eriksson        | Riwal Readynez                       | + 14"      |